# Gianluca Zambrotta
Gianluca Zambrotta (pronúncia italiana: [dʒanˈluːka dzambˈrɔtta]; Como, 19 de fevereiro de 1977) é um ex-futebolista italiano que atuava como lateral.
Em sua longa e vitoriosa carreira, tinha como principais características o vigor físico e a polivalência, o que lhe fazia atuar em ambas as laterais. Após iniciar no modesto Como em 1994, ganhou destaque atuando pelo Bari e foi contratado pela Juventus em 1999, clube onde viveu seu auge. Durante sete temporadas na Velha Senhora, o jogador conquistou dois títulos da Serie A e da Supercopa da Itália, em 2002 e 2003, respectivamente. Também atuou pelo Barcelona entre 2006 e 2008, onde venceu a Supercopa da Espanha de 2006, antes de retornar à Itália para jogar pelo Milan, pelo qual conquistou seu terceiro título do Campeonato Italiano. Ainda disputou uma temporada com o modesto Chiasso, da Suíça, time em que posteriormente viria a ser treinador.
Pela Seleção Italiana, Zambrotta atuou em 98 jogos oficiais e disputou três Copas do Mundo FIFA, três Eurocopas, a Copa das Confederações FIFA de 2009, além dos Jogos Olímpicos de Verão de 2000. Ele fez parte do time que chegou a final da Euro 2000 e também foi selecionado para a equipe do torneio da Euro 2004. Na conquista do tetra italiano na Copa do Mundo FIFA de 2006, realizada na Alemanha, o lateral teve excelentes atuações.

## Carreira

### Como
Começou sua carreira aos 17 anos no clube da sua terra, o Como, jogando por três temporadas na Serie B e na Serie C. Em sua primeira temporada na Série B, disputou apenas uma partida. Em 1995, no entanto, o Como foi rebaixado para a Serie C1 e Zambrotta atuou regularmente pela equipe principal como lateral ou meio-campista. Nas temporadas 1995–96 e 1996–97, disputou 47 partidas e marcou seis gols, jogando na Serie B e na Serie C.

### Bari
Subiu à Serie A atuando pelo Bari, em 1997, e rapidamente ganhou espaço na elite do futebol italiano. Seu grande potencial foi descoberto pelo técnico do Bari, Eugenio Fascetti. Ele fez sua estreia na Serie A no dia 31 de agosto de 1997, em uma derrota por 2–0 em casa para o Parma. Na temporada de 1998–99, após a saída de Nicola Ventola, Zambrotta assumiu a titularidade. No primeiro jogo da equipe, contra o Venezia, marcou o único gol da partida aos nove minutos do primeiro tempo. Zambrotta continuou a boa fase e foi o principal destaque da equipe do Bari. Na sexta rodada, abriu o placar no Estádio San Siro e ajudou o Bari a vencer a Internazionale por 3–2.
No dia 10 de fevereiro de 1999, aos 22 anos, foi convocado por Dino Zoff, técnico da Seleção Italiana. Estreou em um amistoso contra a Noruega, em Pisa, que terminou empatado em 0–0. Na ocasião, tornou-se o primeiro jogador do Bari a jogar pelo time nacional em 50 anos. Ao longo da temporada 1998–99, Zambrotta disputou 32 jogos e marcou quatro gols.

### Juventus
As boas atuações despertaram o interesse da Juventus, que em 1999 pagou 15 milhões de euros pelo jogador. Zambrotta sofreu uma lesão em 2002 e, enquanto se recuperava, viu a lateral-direita ser dominada pelo ítalo-argentino Mauro Camoranesi. Deslocado para a lateral-esquerda, ajudou a Juventus a conquistar dois Campeonatos Italianos e chegar à final da Liga dos Campeões da UEFA de 2002–03, na qual foram derrotados pelo Milan nos pênaltis, após um empate sem gols. Na temporada seguinte, a Juventus vingou a derrota ao bater o Milan na Supercopa da Itália de 2003, também nos pênaltis, e também chegou à final da Copa da Itália de 2004, embora não tenha conseguido ser campeã. Já na temporada 2005–06, após a lesão de Jonathan Zebina e a chegada de Giorgio Chiellini, Zambrotta foi novamente deslocado para a lateral-direita. Desde então, alternou entre as posições com frequência ao longo da temporada. Em 2005, o jogador chegou a renovar seu contrato até 2010, mas após o rebaixamento da Juventus à Serie B devido ao escândalo da Serie A 2006 (calciopoli), bem como a revogação dos títulos de 2004–05 e 2005–06, ele decidiu deixar o clube no verão de 2006. Durante seus sete anos na Juve, Zambrotta fez parte de uma das melhores equipes do mundo na época, bem como uma das defesas mais temidas. Atuou com grandes jogadores, como Fabio Cannavaro, Ciro Ferrara, Lilian Thuram, Mark Iuliano, Paolo Montero e Alessandro Birindelli. No total, disputou 300 partidas pela Juventus, marcando dez gols.

### Barcelona

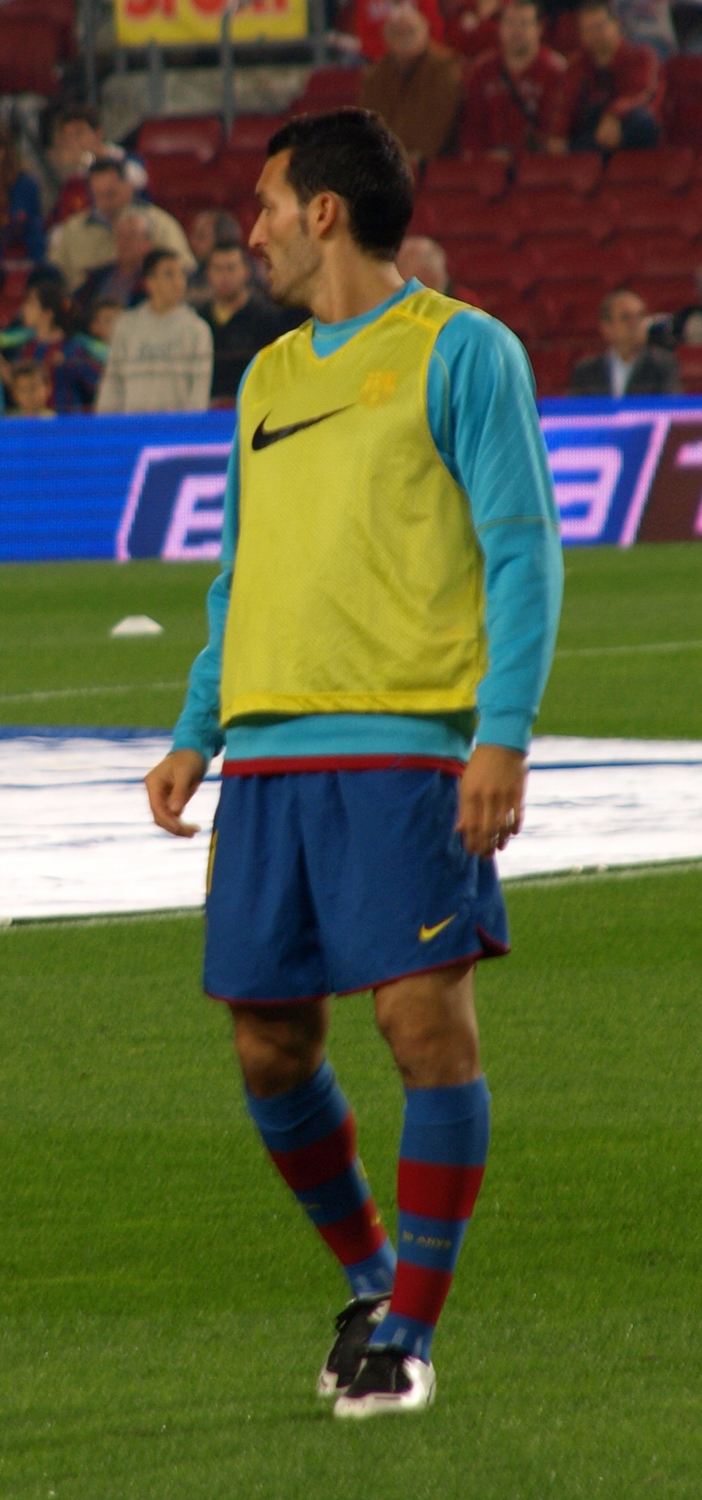
Zambrotta no Barcelona em 2007

Com o Milan, o Chelsea, e o Barcelona interessados na sua contratação, acabou indo para o Barça por 14 milhões de euros. Zambrotta também era pretendido pelo Real Madrid, que tentou colocá-lo no pacote, mas a Juventus pediu 5 milhões de euros a mais do que o oferecido pelo clube merengue, e o negócio não saiu. Assinou por quatro anos com a equipe catalã, onde reencontrou Lilian Thuram, ex-companheiro de Juventus que também havia deixado o clube. No dia 4 de agosto de 2006, depois de suas férias após a Copa do Mundo FIFA de 2006, Zambrotta apresentou-se ao seu novo clube pela primeira vez em Los Angeles, onde o Barça ficou para a turnê de pré-temporada na América do Norte. Ele treinou com seus novos companheiros de equipe e fez sua estreia na partida final da turnê, no dia 12 de agosto, contra o New York Red Bulls. A estreia oficial de Zambrotta com a camisa do Barça foi no dia 17 de agosto, contra o rival local Espanyol na primeira partida da Supercopa da Espanha. No dia 17 de março de 2007, marcou seu primeiro gol pelo time num jogo contra o Huelva, pela La Liga. Voltou a marcar contra o Atlético de Madrid numa goleada por 6–0, a maior derrota em casa do Atlético. Posteriormente, afirmou que sua temporada no Barcelona tinha sido abaixo da média, pois a equipe não conquistou nenhum título.
Já na temporada seguinte, a 2007–08, ficou lembrado por sua atuação contra o Manchester United no segundo jogo da semifinal da Liga dos Campeões da UEFA – ele vinha fazendo um bom papel marcando Cristiano Ronaldo, futuro vencedor do Ballon d'Or, porém errou um passe e entregou a bola nos pés de Paul Scholes. O meia inglês avançou, mandou uma bomba de fora da área e marcou um golaço que definiu a vitória do United por 1–0, eliminando assim o Barça. Em duas temporadas pela equipe catalã, Zambrotta disputou 85 jogos e marcou três gols. Após enfrentar problemas familiares, deixou o clube em maio de 2008.

### Milan
No dia 31 de maio de 2008, assinou um contrato de três anos com o Milan. O clube pagou 9 milhões de euros para o Barcelona. No dia 21 de setembro, contra a equipe da Lazio, marcou seu primeiro gol pelo Milan, em partida do Campeonato Italiano. Na temporada de 2008–09, disputou mais jogos do que qualquer outro jogador da equipe rossonera. Já na temporada 2009–10, devido ao sucesso do jovem e já consolidado Ignazio Abate, Zambrotta atuou como lateral-esquerdo e disputou vaga com Luca Antonini.
Para a temporada 2010–11, Zambrotta foi mais versátil do que antes e muitas vezes começou no banco de reservas, entrando no decorrer das partidas. O novo treinador Massimiliano Allegri preferiu manter Abate como titular na lateral-direita, fazendo assim com que Zambrotta alternasse com Marek Jankulovski na esquerda e com Abate na direita. No entanto, o jogador disputou 20 jogos em todas as competições, desempenhando um papel importante na conquista do Campeonato Italiano e da Supercopa da Itália.
Ao final da temporada 2011–12, o Milan decidiu não renovar os contratos de vários veteranos, e junto com Filippo Inzaghi, Mark van Bommel, Alessandro Nesta e Gennaro Gattuso, Zambrotta foi um desses. Realizou sua última partida pelo clube rossonero no dia 13 de maio de 2012, contra o Novara.

### Chiasso
Aos 35 anos, Zambrotta resolveu se aposentar em julho de 2012. No entanto, em novembro de 2013 aceitou um convite do Chiasso, da Suíça, para que fosse jogador-treinador da equipe.

## Seleção Nacional
Zambrotta estreou pela Seleção Italiana principal em fevereiro de 1999, aos 21 anos, numa partida contra a Noruega. Esteve no grupo da Azurra que disputou a Copa do Mundo FIFA de 2002.

### Euro 2004
Em 2003, após a aposentadoria de Paolo Maldini da Seleção e a transferência de Zambrotta para a Juventus, ele logo se tornou a primeira opção para substituir o ídolo da Azzurri. No dia 30 de maio de 2004, Zambrotta marcou seu primeiro gol pela Seleção em um amistoso contra a Tunísia. Na Euro 2004, embora o desempenho da Itália tenha sido bastante decepcionante e a equipe tenha sido eliminada na fase de grupos, Zambrotta foi um dos poucos jogadores italianos a ser elogiado por suas atuações, sendo assim eleito para fazer parte do time do torneio. No último jogo da Itália, que terminou com uma vitória de 2–1 para os italianos contra a Bulgária, Zambrotta participou dos dois gols da equipe.

### Copa do Mundo de 2006

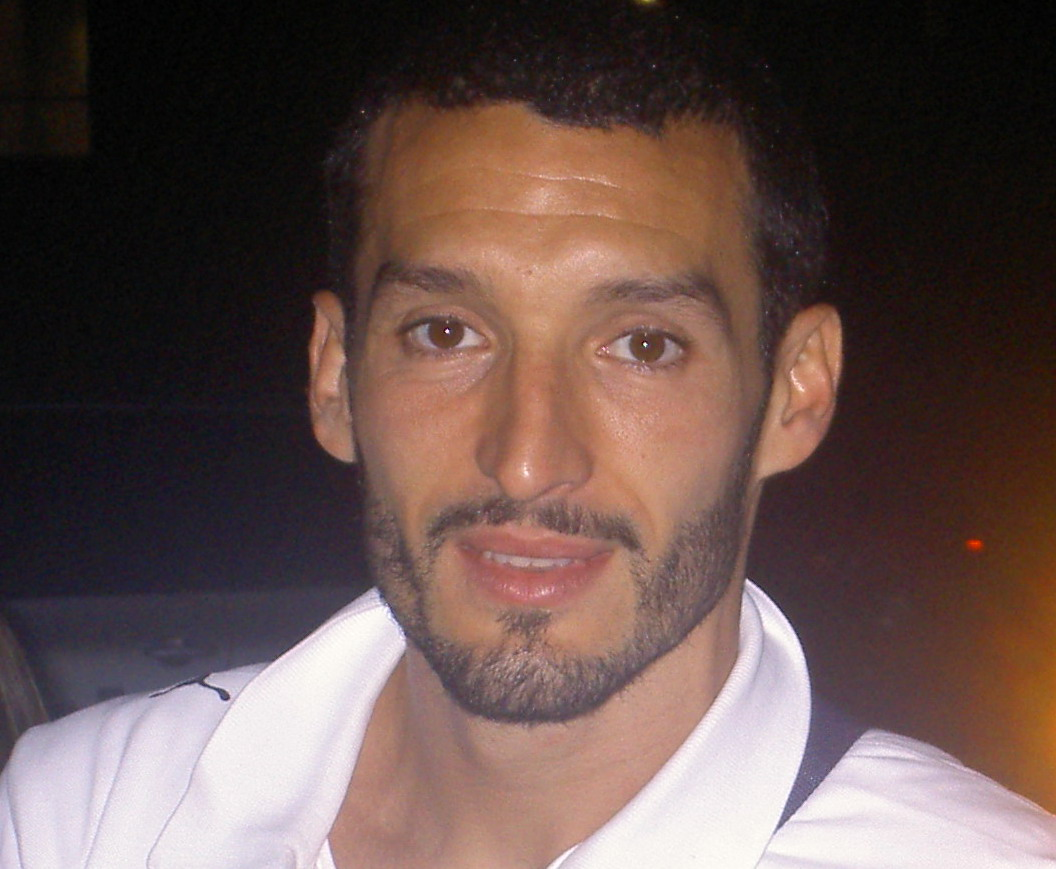
Zambrotta durante a Copa do Mundo de 2006

O novo treinador da Seleção Italiana, Marcello Lippi, que acabara de pedir demissão da Juventus, onde havia treinado Zambrotta, fez questão de convocá-lo. Ele se tornou um jogador fundamental nas Eliminatórias da Copa do Mundo de 2006, disputando oito dos dez jogos e ajudando a Itália a se classificar em primeira do grupo. No dia 15 de maio de 2006, Zambrotta esteve na lista dos 23 convocados para buscar o tetra na Alemanha. Durante as preparações finais, Zambrotta machucou a coxa esquerda durante um treinamento no dia 28 de maio. Isso trouxe receio para o time italiano, e Lippi decidiu manter Daniele Bonera de prontidão para o caso de Zambrotta não conseguir se recuperar a tempo. Foram realizados exames de ultrassonografia nos últimos dias antes do primeiro jogo da Itália, e Zambrotta só perderia o jogo de abertura contra Gana.
Fez sua estreia contra os Estados Unidos, na segunda partida do grupo E. Atuou como lateral esquerdo num empate de 1–1. No dia 22 de junho, na última partida pela fase de grupos, contra a República Tcheca, a Itália precisava apenas de um empate para se classificar. Zambrotta foi deslocado para a lateral direita e a sua equipe venceu por 2–0, ficando assim com o primeiro lugar do grupo.
Já nas oitavas de final, a Itália venceu a Austrália por 1–0 e Zambrotta foi titular durante os 90 minutos. Nas quartas de final, no dia 30 de junho, a Itália derrotou a Ucrânia por 3–0, com Zambrotta abrindo o placar aos seis minutos, depois de uma tabela com Francesco Totti. Este foi o seu segundo gol pelo seu país. O excelente desempenho de Zambrotta continuou quando ele salvou seu time impedindo um gol na linha. Depois de Lippi ter feito algumas substituições, Zambrotta foi deslocado da lateral-esquerda para o meio-campo. Com mais liberdade para atacar, aos 69 minutos ele avançou pela esquerda e cruzou para Luca Toni marcar o seu segundo gol na partida.
Na semifinal, onde a Itália venceu a anfitriã Alemanha, Zambrotta acertou o travessão na prorrogação. O lateral jogou também a final contra a França, em que a Itália foi campeã nos pênaltis após um empate por 1–1. Durante todo o torneio, Zambrotta completou 213 passes. Sua versatilidade contribuiu para a flexibilidade tática do time italiano, e ele foi um dos 23 melhores jogadores da Copa.

### Euro 2008

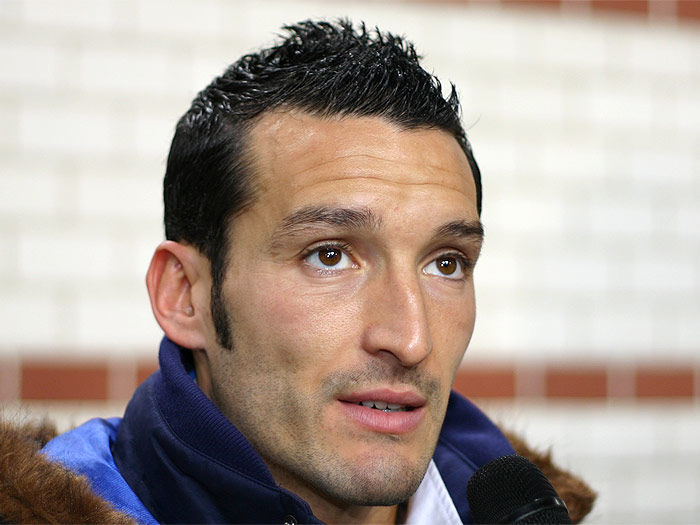
Zambrotta pela Seleção Italiana

Zambrotta foi convocado pelo novo técnico Roberto Donadoni para representar a Itália na Euro 2008, disputada na Áustria e na Suíça. Ele jogou em todos os jogos da Itália no torneio. Na primeira partida da fase de grupos, a Itália enfrentou a Holanda e Zambrotta não esteve bem na derrota por 3–0. No jogo seguinte, contra a Romênia, Zambrotta cometeu um erro defensivo que resultou no gol da Romênia, marcado por Adrian Mutu. Christian Panucci, no entanto, marcou apenas um minuto depois para empatar o jogo em 1–1. Perto do final da partida, a Romênia teve um pênalti a favor, mas o goleiro italiano Gianluigi Buffon defendeu o chute de Mutu, garantindo um empate em 1–1. A Itália derrotou a França por 2–0 em sua última partida pela fase de grupos para avançar às quartas-de-final. Nas quartas, a Azzurri caiu para a Espanha nos pênaltis (4–2) depois de um empate em 0–0.

### Copa das Confederações de 2009
No final de 2008, o técnico Marcello Lippi, campeão do Mundo em 2006, retornou ao comando da Itália, convocando Zambrotta para a Copa das Confederações de 2009. A Itália, no entanto, não conseguiu passar da primeira rodada, sendo eliminada no saldo de gols depois de terminar empatada em pontos com os Estados Unidos.

### Copa do Mundo de 2010
Zambrotta foi convocado para a Copa do Mundo FIFA de 2010 por Lippi. No dia 5 de junho, ele disputou seu primeiro jogo como capitão da Itália em um empate por 1–1 contra a Suíça, em um amistoso pré-Copa do Mundo. Apesar do fracasso da equipe italiana ao longo do torneio, Zambrotta foi um dos jogadores mais dedicados na fase de grupos. A Itália empatou seus dois primeiros jogos, contra o Paraguai e a Nova Zelândia, respectivamente, e precisava apenas de mais um empate contra a Eslováquia para se classificar à segunda fase. A então atual campeã, porém, perdeu por 3–2 e foi eliminada de forma decepcionante.

## Títulos
Juventus
- Serie A: 2001–02 e 2002–03
- Supercopa da Itália: 2002 e 2003

Barcelona
- Supercopa da Espanha: 2006

Milan
- Serie A: 2010–11
- Supercopa da Itália: 2011

Seleção Italiana
- Copa do Mundo FIFA: 2006

### Prêmios individuais
- Melhor lateral-direito da Euro 2004
- Melhor lateral-direito da Copa do Mundo FIFA de 2006
- FIFPro: 2006
- Equipe do Ano da UEFA: 2006
- Seleção Italiana de Todos os Tempos (Time C) - IFFHS: 2021[21]

### Ordens
- 4ª Classe / Oficial: Oficial da Ordem de Mérito da República Italiana: (2006)
- 5ª Classe / Cavaleiro: Cavaleiro da Ordem de Mérito da República Italiana: (2000)